# Conopias trivirgatus
El bienteveo trilistado (Conopias trivirgatus), también denominado benteveo chico (en Argentina), pitogüé chico (en Paraguay), atrapamoscas trilistado (en Venezuela) o mosquero trirrayado (en Perú y Ecuador), es una especie de ave paseriforme de la familia Tyrannidae perteneciente al género Conopias. Es nativo del norte y centro oriental de América del Sur.

## Distribución y hábitat

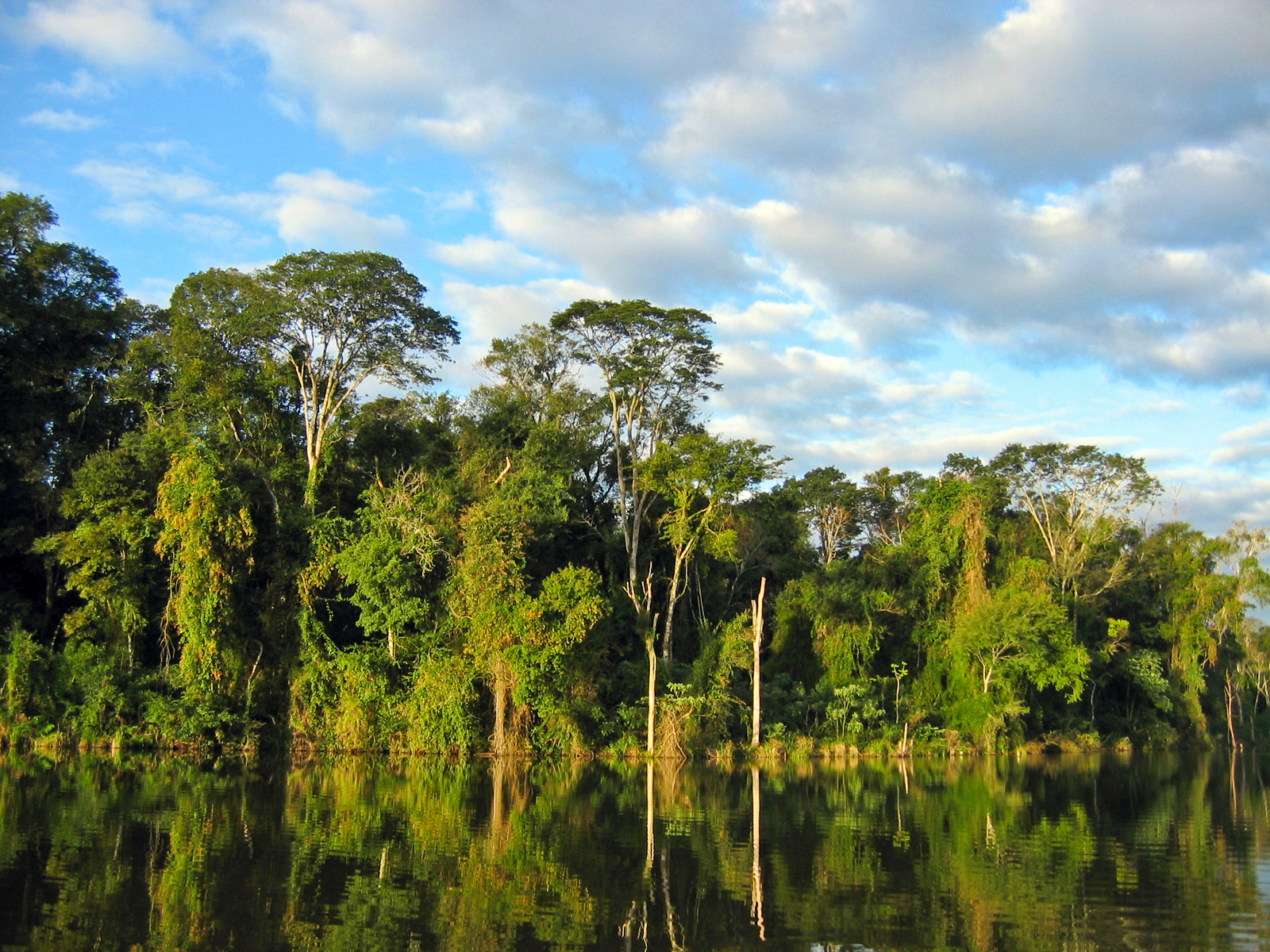
Selva paranaense en el este del Paraguay; un ejemplo del hábitat donde vive esta especie.

Se distribuye de forma fragmentada; en una gran área del centro de la cuenca del Amazonas de Brasil y este de Perú; en varios fragmentos aislados a lo largo de la base oriental de los Cordillera de los Andes de Ecuador, Perú y Bolivia, en el sur de Venezuela, y en una gran área del sureste de Brasil hacial el sur, por el este del Paraguay, hasta el noreste de la Argentina, en las provincias de Misiones y Corrientes.
Esta especie es considerada poco común y local en sus hábitats naturales: el dosel y los bordes de selvas húmedas de baja altitud, pricipalmente por debajo de los 400 m llegando hasta los 950 m en Venezuela.

## Descripción
Mide entre 13,5  y 14,5  cm de longitud, la menor especie del género. Muy semejante a Conopias parvus pero sin amarillo en el píleo. Cabeza negra rodeada por una lista superciliar blanca que une sus extremos tanto por delante como por detrás. Espalda pardo olivácea y alas y cola pardo grisáceas. Las partes inferiores son de color amarillo intenso, sin blanco en el pescuezo. Pico relativamente largo, negro y puntiagudo, de color negro.

## Comportamiento
En la Amazonia frecuenta la copas en bordes de selvas húmedas. Más al sureste y centro del continente prefiere bosques más ralos, bordes de bosques primarios y secundarios. Es muy activo en las copas entre 5 a 12 m del suelo.

### Alimentación
Se junta con frecuencia a bandadas mixtas, a menudo al lado de C. parvus (en la Amazonia) buscando insectos, colgándose de las hojas verdes de la copa.

### Reproducción
Nidifica en huecos de pájaros carpinteros y cavidades naturales de los árboles. Puede comportarse agresivamente con otras aves en la competición por cavidades adecuadas, como ya fue observado con Myiodynastes maculatus. En el sureste de Brasil la reproducción ocurre en la primavera, inicio del verano.

## Sistemática

### Descripción original
Esta especie fue descrita originalmente por el naturalista alemán Maximilian zu Wied-Neuwied en el año 1831, bajo el nombre científico Muscicapa trivirgata. Su localidad tipo es: «Bahía, Brasil».

### Etimología
El nombre genérico masculino «Conopias» se compone de las palabras del griego «kōnōpos» que significa ‘mosquito’, ‘jején’, y «piazō» que significa ‘que aprovecha’; y el nombre de la especie «trivirgatus», se compone de las palabras del latín «tri» que significa ‘tres, triple’, y «virgatus» que significa ‘listado’.

### Taxonomía
Los datos genético-moleculares indican que la presente especie es hermana de Conopias cinchoneti y que ambas conforman un clado con el par formado por Conopias albovittatus y C. parvus. Las subespecies son ampliamente separadas geográficamente, posiblemente representando dos especies separadas.

### Subespecies
Según las clasificaciones del Congreso Ornitológico Internacional (IOC) y Clements Checklist/eBird se reconocen dos subespecies, con su correspondiente distribución geográfica:
- Conopias trivirgatus berlepschi Snethlage, 1914 – sur de Venezuela (Bolívar), extremo noreste de Ecuador, este de Perú, norte de Brasil (ambas márgenes del bajo río Amazonas y centro norte de Bolivia.
- Conopias trivirgatus trivirgatus (Wied-Newied, 1831) – sureste de Brasil (sureste de Bahía a Paraná) al este de Paraguay y noreste de Argentina.